# 제33회 부일영화상
제33회 부일영화상 시상식은 부산 기반의 일간지 부산일보가 주최한다. 2024년 10월 3일 부산 해운대구 시그니엘 부산 그랜드 볼룸에서 개최되었다. 33회에서는 2023년 8월 11일부터 2024년 8월 10일까지 개봉된 222편의 한국 영화에 대해 16개 부문에서 시상이 이루어졌다.

## 심사위원
심사위원은 9명으로 구성되었다:
- 남유정: 부산일보 문화부 기자
- 김윤미: 한국영화프로듀서조합 이사, OAL컴퍼니 대표
- 송경원: 씨네21 편집장
- 양경미: 영화 평론가, 한국영화콘텐츠산업연구소 소장
- 유지나: 영화 평론가, 동국대학교 영화영상학과 교수
- 이규만: 영화 감독 (영화 경관의 피, 리턴 및 아이들)
- 이동은: 영화 감독 (영화 당신의 부탁 및 환절기)
- 전찬일: 영화 평론가, 한국문화콘텐츠비평협회 회장
- 정한석: 부산국제영화제 프로그래머

## 수상 및 후보
후보작 및 수상작 (수상작은 굵은 글씨로 표시):
| 최우수 작품상 | 최우수 감독상 |
| - 리볼버 - 거미집 - 서울의 봄 - 잠 - 파묘                                                                              | - 김성수 – 서울의 봄 - 김지운 – 거미집 - 김한민 – 노량: 죽음의 바다 - 오승욱 – 리볼버 - 장재현 – 파묘                                       |
| 남우주연상 | 여우주연상 |
| - 정우성 – 서울의 봄 - 송강호 – 거미집 - 황정민 – 서울의 봄 - 조정석 – 파일럿 - 이희준 – 핸섬가이즈                    | - 김금순 — 정순 - 전도연 – 리볼버 - 라미란 – 시민덕희 - 정유미 – 잠 - 김고은 – 파묘                                                         |
| 남우조연상 | 여우조연상 |
| - 송중기 – 화란 - 오정세 – 거미집 - 구교환 – 탈주 - 유해진 – 파묘 - 박지환 – 핸섬가이즈                                | - 임지연 – 리볼버 - 전여빈 – 거미집 - 이엘 – 그녀가 죽었다 - 임선우 — 미스 아포칼립스 - 염혜란 – 시민덕희                                   |
| 신인 감독상 | 각본상 |
| - 이정홍 – 괴인 - 조현철 – 더 드림 송즈 - 유재선 – 잠 - 정지혜 – 정순 - 남동협 – 핸섬가이즈                            | - 김미영 – 아주 먼 곳 - 조현철 – 더 드림 송즈 - 김성수, 홍인표, 홍원찬, 이영종 – 서울의 봄 - 유재선 – 잠 - 장재현 – 파묘                    |
| 신인 남자 연기상 | 신인 여자 연기상 |
| - 김영성 – 빅슬립 - 주종혁 – 아이언 마스크 - 노재원 – 미스 아포칼립스 - 이도현 – 파묘 - 홍사빈 – 화란                  | - 정수정 – 거미집 - 정이서 – 그녀의 취미생활 - 정회린 – 더 컨티뉴잉 랜드 - 오우리 – 지옥만세 - 김형서 – 화란                                |
| 촬영상 | 미술/기술상 |
| - 강국현 – 리볼버 - 김지용 – 거미집 - 김태성 – 노량: 죽음의 바다 - 이모개 – 서울의 봄 - 박로드리고세 – 미스 아포칼립스 | - 정성진 – 노량: 죽음의 바다 (VFX) - 정이진 – 거미집 (미술) - 장근영 – 서울의 봄 (미술) - 제갈승 – 외계+인 2부 (VFX) - 서성경 – 파묘 (미술) |
| 음악상 | 유현목 영화예술상 |
| - 모그 – 거미집 - 오혁 – 더 드림 송즈 - 이재진 – 서울의 봄 - 방준석, 달파란, 김성수 – 원더랜드 - 김태성 – 파묘         | - 장재현 – 파묘 |
| 올해의 스타상 (남자)                                                                                                   | 올해의 스타상 (여자) |
| - 이준혁 – 서울의 봄                                                                                                   | - 신혜선 – 그녀가 죽었다 |

## 다중 후보 영화
다음 영화들은 여러 부문에서 후보에 올랐다.
| 후보 지명 수 | 영화              |
| ------------ | ----------------- |
| 9            | 거미집            |
| 8            | 서울의 봄         |
| 8            | 파묘              |
| 5            | 리볼버            |
| 4            | 잠                |
| 3            | 노량: 죽음의 바다 |
| 3            | 핸섬가이즈        |
| 3            | 미스 아포칼립스   |
| 3            | 화란              |
| 3            | 더 드림 송즈      |
| 2            | 시민덕희          |

## 같이 보기
- 제60회 백상예술대상
- 제44회 청룡영화상